# Pistolet Bersa Thunder 9
Bersa Thunder 9 – argentyński pistolet samopowtarzalny zasilany nabojem 9 x 19 mm Parabellum wprowadzony na rynek w 1996 roku. Jego odmianą jest Thunder 40 kalibru .40 S&W.
Thunder 9 działa na zasadzie krótkiego odrzutu lufy, zamek ryglowany przez przekoszenie lufy. Połączenie lufy z zamkiem w położeniu zaryglowanym zapewnia prostopadłościenna komora nabojowa współpracująca z odpowiednio ukształtowanym oknem wyrzutowym łusek. Odryglowanie zapewnia występ odryglowujący lufy. Mechanizm uderzeniowo-spustowy kurkowy z samonapinaniem (SA/DA). Broń posiada bezpiecznik zewnętrzny (dźwignie po obu stronach szkieletu). Dodatkowym zabezpieczeniem jest automatyczna blokada iglicy zwalniana podczas ściągania spustu. Po wystrzeleniu ostatniego naboju z magazynka zamek zatrzymuje się w tylnym położeniu na zaczepie zamka. Thunder 9 posiada stałe przyrządy celownicze składające się z muszki i szczerbinki. Magazynek 15-nabojowy, dwurzędowy z jednorzędowym wyprowadzeniem.